# Carex leptoblasta
Carex leptoblasta är en halvgräsart som beskrevs av Holmb. Carex leptoblasta ingår i släktet starrar, och familjen halvgräs. Inga underarter finns listade i Catalogue of Life.